# 安島清正
安島 清正（あじま きよまさ）は、安土桃山時代から江戸時代初期にかけての武士。佐竹氏の家臣。

## 略歴
安島氏は藤原北家魚名の流れを汲み藤原秀郷を祖とする。清正は佐竹氏の家臣にして、佐竹三家の一つ、佐竹東家の当主で南郷領経営を担当していた義久の配下である。なお、年代不詳の文書では安島一門で義久から采女介の受領名を授かっている者がいるが、秋田藩家蔵文書の但し書きでは「清正カ」と推定する補足が書き加えられている。いずれにせよ、清正が采女介ないし采女佑を名乗っていたことは確かである。
慶長7年(1602年)、佐竹義宣が関ヶ原の戦い後、出羽国秋田藩への転封を命じられた際、清正は17歳であったという。なお、子孫は出羽雄勝郡湯沢に定住し、代々秋田藩士となる。

## 秋田藩家蔵文書
二三　東義久官途状寫
```
※「義久書」　　　　　　　　　　　　　　※「安島文右衛門」
官途之事意得候、於神妙ニ可致奉公偽尤候物也
　　　　　極月七日　　　　　　　　　(偽)偽久(花押影)　　
　　　　　　　　(清正カ)
　　　　　　安嶋采女介殿
```